# José Guardiola
José García Guardiola, de nom artístic José Guardiola (Jumella, Murcia, 7 de desembre (altres fonts: 8 de desembre) de 1921 - Madrid, 10 de maig de 1988) va ser un actor espanyol.

## Biografia
Després de provar diverses ocupacions a Múrcia, Barcelona i Sevilla, va recaptar a Madrid en 1948, on va intervenir en diverses obres teatrals en petits papers fins que li va arribar l'ocasió de fer papers protagonistes substituint a Conrado San Martín per problemes d'agenda.
En 1950 va debutar al cinema com a actor i doblador. Va ser el director Hugo Donarelli qui li va oferir l'oportunitat de doblar galants protagonistes en el seu debut en la sincronització, convertint-se Richard Widmark en el seu primer "fix". Altres estrelles de les quals es va convertir en veu habitual van ser Humphrey Bogart, Anthony Quinn, James Coburn, Robert Mitchum, John Wayne William Holden i Christopher Lee. També es va encarregar de doblar Robert Englund en el paper del sinistre Freddy Krueger en el primer lliurament de Malson a Elm Street, dirigida per Wes Craven.
Davant de la pantalla, es va convertir en un secundari eficaç intervenint també en diverses co-produccions internacionals.
A partir de principis de la dècada dels 70 es va convertir en un habitual de TVE, tant en diverses adaptacions noveladas i teatrals, com doblador protagonista de diverses sèries d'èxit com Steve Forrest a S.W.A.T en 1977 o James Arness a La conquesta de l'Oest en 1982.
Va morir d'un infart.

## Filmografia parcial
- Sierra maldita (1954) dir. Antonio del Amo
- El cerco (1955) dir. Miguel Iglesias
- La boda (1964) dir. Lucas Demare
- Los santos inocentes (1964) dir. Mario Camus

## Premis
Medalles del Cercle d'Escriptors Cinematogràfics
| Any  | Categoria              | Pel·lícula     | Resultat  |
| ---- | ---------------------- | -------------- | --------- |
| 1954 | Millor actor secundari | Sierra maldita | Guanyador |

I Festival Internacional del Cinema de Sant Sebastià
| Categoria    | Pel·lícula     | Resultat          |
| ------------ | -------------- | ----------------- |
| Millor actor | Sierra maldita | Menció honorífica |